# Eugène Gley
Marcel Eugène Émile Gley, né le 18 janvier 1857 à Épinal, mort le 24 octobre 1930 à Paris 6e, est un physiologiste et endocrinologue français qui a été professeur au Collège de France à Paris.

## Biographie
Après avoir appris la physiologie auprès de Henri-Étienne Beaunis à Nancy, il avait rejoint Étienne-Jules Marey à Paris. Préparateur puis professeur agrégé à la Faculté de médecine de Paris, assistant au Muséum, il était devenu en 1908, professeur au Collège de France. Membre puis président de l'Académie de médecine. Il fut également secrétaire général de la Société de biologie.
Ses recherches personnelles ont porté sur les domaines les plus divers de la physiologie expérimentale. 
Prenant la suite de Claude Bernard, Brown-Séquard et d'Arsonval, il fit plusieurs découvertes sur les sécrétions internes :
- en 1890, les lobules accessoires de la glande thyroïde puis les effets des extraits thyroïdiens qui ont conduit au traitement du myxœdème ;
- en 1897, la classification des excitants spécifiques des glandes auxquels Starling donna le nom d'hormones ;
- enfin, son étude de la toxicité du sérum d'anguille participa à l'explication de l'hémolyse, des anticorps et de l'immunité.

Il fut collègue de Charles Richet (1850-1935), et avec lui a publié le Journal de physiologie et de pathologie générale.

## Hommage
Une place du centre-ville d'Épinal porte son nom.

## Publications
- Étude expérimentale sur l'état du pouls carotidien pendant le travail intellectuel, thèse de médecine de Nancy n° 129, 1881[2]
- Traité élémentaire de physiologie. Partie 1.
- Études de psychologie physiologique et pathologique
- Les sécrétions internes
- Un physiologiste au XVIIIe siècle : L'irritabilité et la sensibilité d'après Le Cat - Revue Scientifique 3e série - Tome VII : N°12 - 22 mars 1884
- Le jeûne et les jeûneurs - Revue Scientifique 3e série - Tome XII : N°23 - 4 décembre 1886.
- Les travaux de la société de Biologie de 1849 à 1899 - Revue Scientifique 4e série - Tome XIII : N°16 - 21 avril : N°17 - 28 avril : N°18 - 5 mai 1900.
- Essais de philosophie et d'histoire de la biologie - un vol. In-18, 341 pages - Masson 1900
- Xavier Bichat, son œuvre biologique - Revue Scientifique 4e série - Tome XVIII : N°7 - 16 aout 1902.
- La notion de sécrétion interne : ses origines et son développement - Revue Scientifique 51e année : N°21 - 22 novembre 1913.
- L'œuvre pathologique de Claude Bernard et la biologie française - Revue Scientifique 53e année : N°13 - 26 juin - 3 juillet 1915.
- La physiologie individuelle - Revue Scientifique 67e année : N°14 - 27 juillet 1929.